# Brachythecium sapporense
Brachythecium sapporense là một loài Rêu trong họ Brachytheciaceae. Loài này được (Besch.) Takaki mô tả khoa học đầu tiên năm 1955.